# Aage Kakke
Aage Kakke (död 1296) var en av de nio danska stormän, som på Danehoffet i Nyborg 1287 utpekades som en av Erik Klippings banemän i Finderup, året före, och dömdes till fredlöshet.
Kakke flydde till Norge men återvände sedan kungamördarna, efter en uppgörelse i Hindsgavl den 25 september 1295, gavs asyl. Aage Kakke och hans bror Henrik Adsersen tillfångatogs dock av borgarna i Viborg, som ändade hans liv genom hugg.